# Meeting People Is Easy
Pour plus de détails, voir Fiche technique et Distribution.
Meeting People Is Easy est un film documentaire britannique réalisé par Grant Gee, sorti en 1998.
Le réalisateur a suivi le groupe Radiohead lors de la tournée de leur album OK Computer.

## Synopsis
Le documentaire retrace la tournée du troisième album studio du groupe, OK Computer, avec des extraits de performances live et de nombreuses interviews.
Grant Gee, le réalisateur, transmet la lassitude des membres du groupe avec l'enchaînement des concerts partout dans le monde et les invitations, sur des plateaux télé, toutes identiques. Le réalisateur utilise même des chansons du groupe dans sa bande originale.

## Fiche technique
- Titre : Meeting People Is Easy
- Réalisation : Grant Gee
- Scénario :
- Photographie : Grant Gee
- Montage : Jerry Chater
- Production : Dilly Gent et Kate Kotcheff
- Société de production : Kudos Productions et Parlophone
- Pays :  Royaume-Uni
- Genre : Documentaire
- Durée : 99 minutes
- Dates de sortie : 
  -  Royaume-Uni : 30 novembre 1998